# Żodziszki (gmina)
Żodziszki (początkowo Dubatówka) – dawna gmina wiejska istniejąca do 1939 roku na obszarze woj. wileńskiego (obecnie na Białorusi). Siedzibą władz gminy były Żodziszki.
Poprzedniczką gminy Żodziszki była gmina Dubatówka, która początkowo należała do powiatu święciańskiego w guberni wileńskiej, a następnie 7 czerwca 1919 weszła w skład utworzonego pod Zarządem Cywilnym Ziem Wschodnich okręgu wileńskiego, przejętego 9 września 1920 przez Tymczasowy Zarząd Terenów Przyfrontowych i Etapowych. W związku z powstaniem Litwy Środkowej 9 października 1920 jednostka wraz z główną częścią powiatu święciańskiego znalazła się w jej strukturach. 
23 kwietnia 1921 r. gminie przywrócono nazwę Żodziszki. 13 kwietnia 1922 roku gmina weszła w skład objętej władzą polską Ziemi Wileńskiej, przekształconej 20 stycznia 1926 roku w województwo wileńskie.
1 stycznia 1926 roku gminę wyłączono z powiatu święciańskiego i przyłączono do powiatu wilejskiego w tymże województwie; jednocześnie do gminy Żodziszki przyłączono wsie Świetlany i Rybaki oraz majątek Świetlany z gminy Smorgonie w powiecie oszmiańskim. Na obszarze gminy Żodziszki znajdowała się wielka enklawa powiatu wileńsko-trockiego. Po wojnie obszar gminy Żodziszki wszedł w struktury administracyjne Związku Radzieckiego.